# Korey Cooper
Korey Cooper, nacida Korene Marie Pingitore (Kenosha, Wisconsin, 21 de julio de 1972), es la tecladista, guitarrista y vocalista de la banda de rock cristiano Skillet, también es guitarrista en la banda LEDGER en conjunto con Jen Ledger. Su marido, John Cooper, es el cantante y bajista de la banda, así como uno de los miembros fundadores.
Antes de unirse a Skillet, Korey era un miembro de la banda Alkeme junto a Lori Peters, su hermana y otras personas de su iglesia. Se unió a Skillet de manera oficial en 1999, entre los álbumes de Hey You, I Love Your Soul e Invencible. Su álbum Comatose fue certificado disco de oro el 18 de noviembre de 2009.

## Vida personal
Korey y John tienen dos hijos, Alexandria (Alex) y Xavier (Xav), por lo que tuvo que ser sustituida cuando nacieron por otros músicos para completar su gira. Korey ha coescrito muchas de las canciones de Skillet con su marido.